# Enzo Lefort
Enzo Boris Lefort (ur. 29 września 1991 w Kajennie) – francuski florecista, trzykrotny medalista olimpijski i wielokrotny medalista mistrzostw świata. 
Walczy prawą ręką. W 2010 roku zdobył brąz drużynowo na mistrzostwach świata juniorów w Baku. Wynik ten powtórzył na rozgrywanych rok później mistrzostwach świata juniorów w Jordanii.
Wystąpił na igrzyskach olimpijskich w Londynie w 2012 roku, gdzie zajął 17. miejsce indywidualnie i 8. w drużynie. Na rozgrywanych cztery lata później igrzyskach w Rio de Janeiro zdobył srebrny medal w drużynie, francuską drużynę tworzyli poza nim Jérémy Cadot, Erwann Le Péchoux i Jean-Paul Tony Helissey. Indywidualnie zajął tam 24. miejsce. Brał też udział w igrzysk olimpijskich w Tokio w 2020 roku, gdzie Francuzi w składzie: Julien Mertine, Enzo Lefort, Maxime Pauty i Erwann Le Péchoux zdobyli złoty medal. W turnieju indywidualnym był piąty. Na igrzyskach w Paryżu w rywalizacji indywidualnej odpadł w ćwierćfinale, a w turnieju drużynowym zdobył brązowy medal.
Podczas mistrzostw świata w Budapeszcie w 2013 roku Cadot, Le Péchoux, Lefort i Marcel Marcilloux zdobyli brązowy medal w turnieju drużynowym. W tej samej konkurencji zdobywał następnie złoto na mistrzostwach świata w Kazaniu (2014), srebro na mistrzostwach świata w Budapeszcie (2019) oraz brąz na mistrzostwach świata w Lipsku (2017) i mistrzostwach świata w Kairze (2022). W turniejach indywidualnych zwyciężał podczas MŚ 2019 i MŚ 2022, a na MŚ 2014 i MŚ 2023 zajmował trzecie miejsce.
Zdobył drużynowo srebrny medal na mistrzostwach Europy w Legnano w 2012 roku. W zawodach drużynowych zdobył również złote medale na mistrzostwach Europy w Strasburgu (2014), mistrzostwach Europy w Montreux (2015), mistrzostwach Europy w Tbilisi (2017) i mistrzostwach Europy w Düsseldorfie (2019). Ponadto był indywidualnie trzeci na ME 2019 i drugi na ME 2023.
Wywalczył też drużynowo srebrny medal na igrzyskach europejskich w Krakowie w 2023 roku.

## Odznaczenia
- Chevalier Orderu Legii Honorowej – 2021[27]
- Chevalier Orderu Narodowego Zasługi – 2016[28]